# 에위푸라
에위푸라(고대 노르드어: Eyfura)는 노르드 신화의 등장인물이다. 한 나라의 공주로 베르세르크 아릉그림과 결혼해 그 사이에 열두 아들을 낳는다. 어느 나라의 공주이고 아릉그림과 어떤 경위로 결혼하게 되었는지는 문헌마다 내용이 다르다. 에위푸라가 아릉그림과 사이에 낳은 열두 아들은 모든 문헌에서 나중에 스비아인의 영웅 햘마르와 그 의형제인 노르웨이 영웅 오르바르오드에게 죽임을 당한다.
《헤르보르와 헤이드레크의 사가》 판본 U 및 H에서 에위푸라는 가르다리키(러시아)의 왕 스바프를라미의 딸이다. 스바프를라미가 아릉그림과 싸우다 죽자 아릉그림이 약탈혼으로써 에위푸라를 강제로 취하였다. 한편 판본 R에서는 가르다리키의 왕 시그를라미의 딸이며, 시그를라미 왕이 자신의 부하 장군인 아릉그림이 공적을 많이 세워 사위로 삼았다고 한다.
《데인인의 사적》에서 에위푸라는 데인인(덴마크)의 왕 프로디의 딸이다. 아릉그림이 프로디 왕에게 공주와의 결혼을 청하였으나 거절당하자 이후 사미인들과 뱌르미아인들을 무찌르고 자신의 강함을 인정받아 결혼을 허락받는다.

## 같이 보기
- 데인인의 사적